# Blépharoplastie asiatique

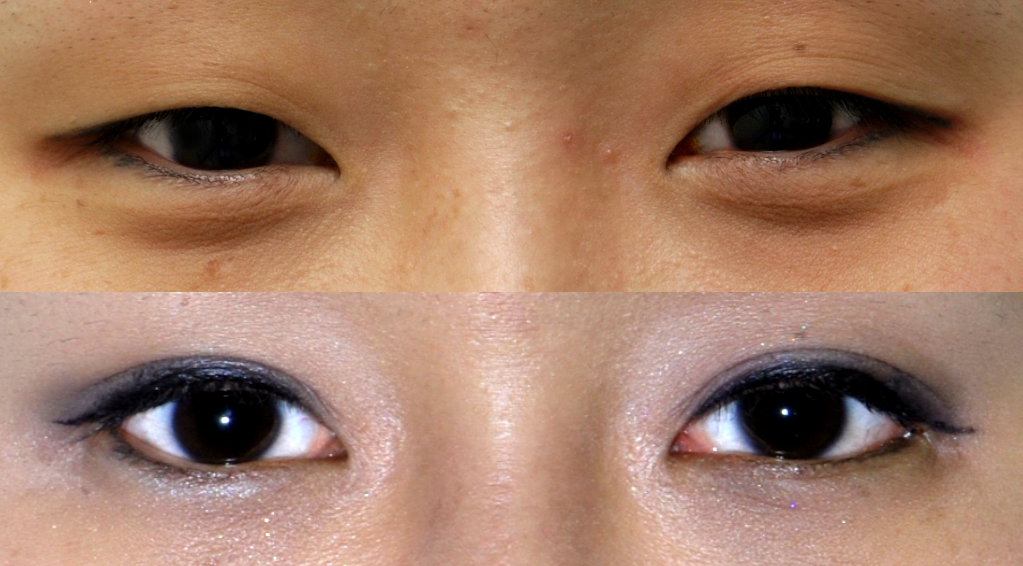
Une Sud-Coréenne, avant (en haut) et après (en bas) une blépharoplastie d'Asie de l'Est.

La blépharoplastie est-asiatique est un type de chirurgie esthétique  dans laquelle la peau autour de l'œil est remodelée (blépharoplastie). L'intervention a pour but de réduire l'excédent de peau de la paupière supérieure et de supprimer les poches de graisse. Elle est principalement populaire à Taïwan, en Corée du Sud, au Japon et dans d’autres régions de l’Asie de l'Est,
,. Elle est également pratiquée fréquemment dans des États du nord-est de l’Inde, tels que l’Assam, donc où les patients et les patientes cherchent à avoir les yeux plus « ouverts ».

## Objectifs
Le but n’est pas de transformer un œil asiatique en œil occidental : il est d’embellir, d’ouvrir légèrement l’œil et de reconstruire un pli de paupière.
On pense également que les doubles paupières donnent un aspect plus énergique et que cette procédure est populaire parmi les diplômés du secondaire en Chine, car elle leur permettra d'améliorer leurs perspectives d'emploi.

## Envergure
La Corée du Sud a le taux le plus élevé de chirurgies plastiques par habitant au monde, avec environ 1 million d'interventions pratiquées chaque année. Au moins une femme sur trois a subi une sorte de chirurgie plastique. La plus répandue est la chirurgie de la double paupière et un nombre croissant de garçons y recourent.
Cette chirurgie est souvent offerte en fin d'études secondaires par la famille ou les amis, ou alors lors d'un anniversaire.

## Intervention
L'intervention ne nécessite généralement pas d'hospitalisation (un séjour ambulatoire suffit). L'anesthésie peut être locale ou générale.
Le but de la procédure est de créer une paupière supérieure avec un pli (c'est-à-dire une « double paupière ») à partir d'une paupière naturellement dépourvue de pli (également appelée « paupière unique » ou « monolide »).
Sur le plan anatomique, il existe un certain nombre de différences subtiles entre les paupières supérieures des Asiatiques de l'Est et celles des Européens et des Africains subsahariens. Alors que certains Asiatiques de l'Est ont une double paupière et d'autres pas, il y a aussi une grande variation dans la position du pli (taille de la double paupière) de la paupière supérieure de l'Asie de l'Est. Le pli de la paupière supérieure peut varier de 1 mm au-dessus de la ligne des cils à environ 10 mm. Plusieurs méthodes peuvent être utilisées pour créer la paupière double - y compris l'incision complète, l'incision partielle et l'absence d'incision (p. ex. la méthode DST). Chacun a ses avantages en fonction de l'anatomie et des désirs du patient.
Il a été rapporté que la chirurgie présentait parfois un risque de complications (comme toutes les chirurgies), mais elle est généralement très sûre si elle est effectuée par un chirurgien plasticien expert.
Au début, les patients ont des ecchymoses et de l'enflure, mais celles-ci disparaissent en 5 jours environ jusqu'à un maximum de 2 semaines. Les bandages sont enlevés le lendemain de la blépharoplastie, mais les points de suture doivent rester une semaine. L'opération ne laisse pas de cicatrice. Les effets réels de la blépharoplastie ne sont cependant visibles qu'après quelques mois.
Une procédure visant à éliminer le pli épicanthique (épicanthoplastie) est souvent réalisée en association avec une blépharoplastie est-asiatique.

## Professionnels
Les praticiens de la blépharoplastie est-asiatique incluent les chirurgiens plasticiens (chirurgiens plasticiens du visage et reconstructeurs), les oto-rhino-laryngologistes, les chirurgiens buccaux et maxillo-faciaux et les ophtalmologistes (chirurgiens oculoplasiques).

## Controverses

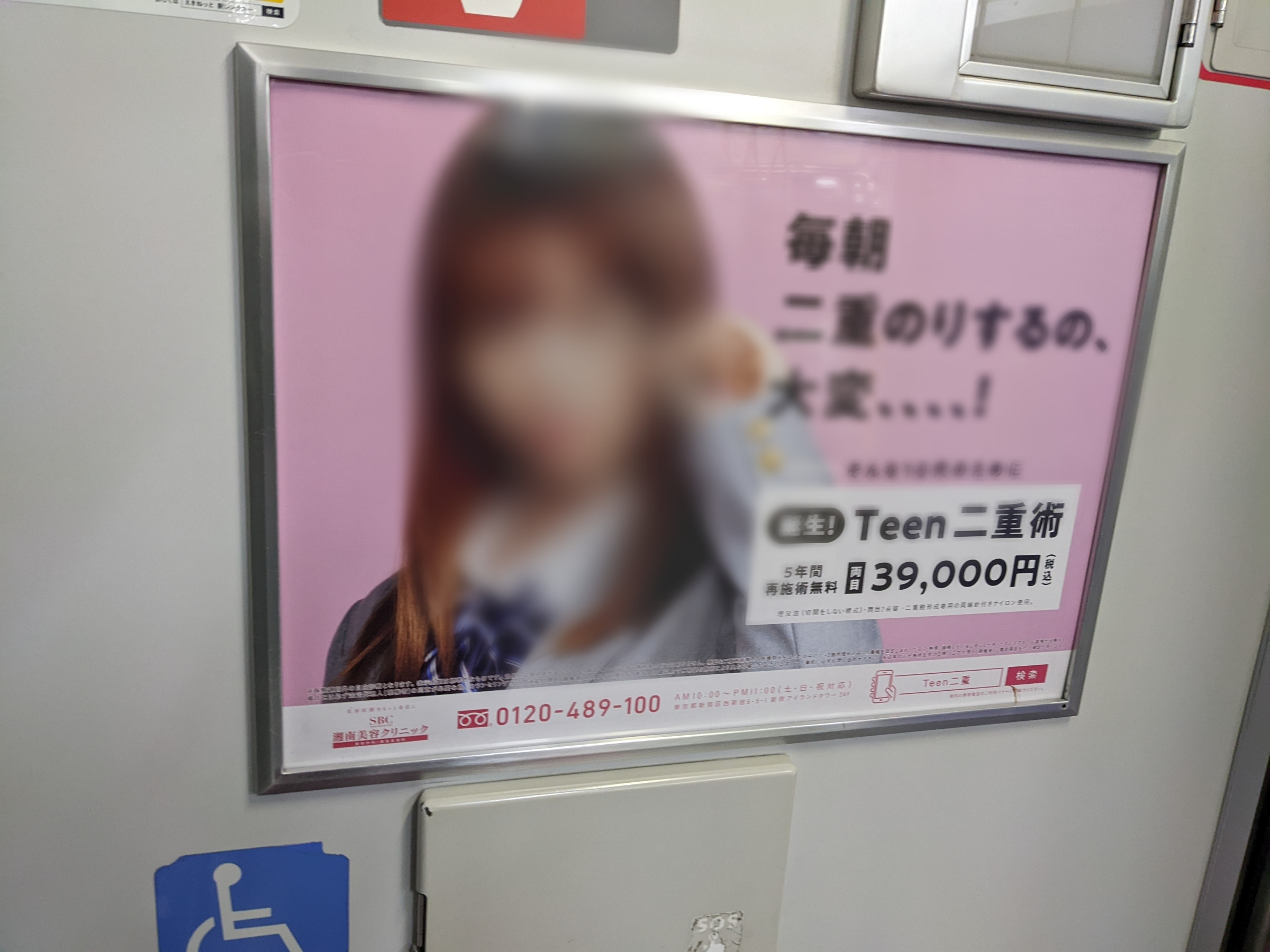
Publicité pour la blépharoplastie asiatique, visant les adolescentes, dans le train au Japon

Il y a également des objections à l'égard de cette modification corporelle, soutenant qu'il n'est pas nécessaire de modifier artificiellement les caractéristiques naturelles des personnes asiatiques, et que des yeux plus grands ne rendent pas nécessairement leur apparence plus belle.
La blépharoplastie asiatique est critiquée car elle s'apparenterait à la correction d'un défaut physique par rapport aux standards de beauté occidentaux. Les femmes, plus souvent poussées à rechercher l'amélioration de leur apparence physique, y ont davantage recours que les hommes. Si le fait de pouvoir agir sur son aspect physique peut relever de l'empouvoirement féminin, le risque est de ne pas remettre en cause les structures sociales qui poussent les femmes à se conformer à des standards de beauté qui leur provoquent stress et anxiété. Cette intervention est aussi accusée de perpétuer des normes physiques stéréotypées et racistes, de nature à poursuivre la marginalisation des populations asiatiques dans les sociétés occidentales.